# Eryphanis
Genre
 Eryphanis est un genre de papillons de la famille des Nymphalidae et de la sous-famille des Morphinae, tribu des Brassolini.

## Historique et dénomination
- Le genre  Eryphanis a été décrit  par l’entomologiste français Jean-Baptiste Alphonse Dechauffour de Boisduval en 1870[1].
- L’espèce type est Eryphanis automedon (Cramer, 1775)

## Liste des espèces

### Groupeautomedon
- Eryphanis aesacus (Herrich-Schäffer, 1850)
- Eryphanis automedon (Cramer, 1775) - espèce type
- Eryphanis bubocula (Butler, 1872)
- Eryphanis lycomedon (C.Felder & R.Felder, 1862)

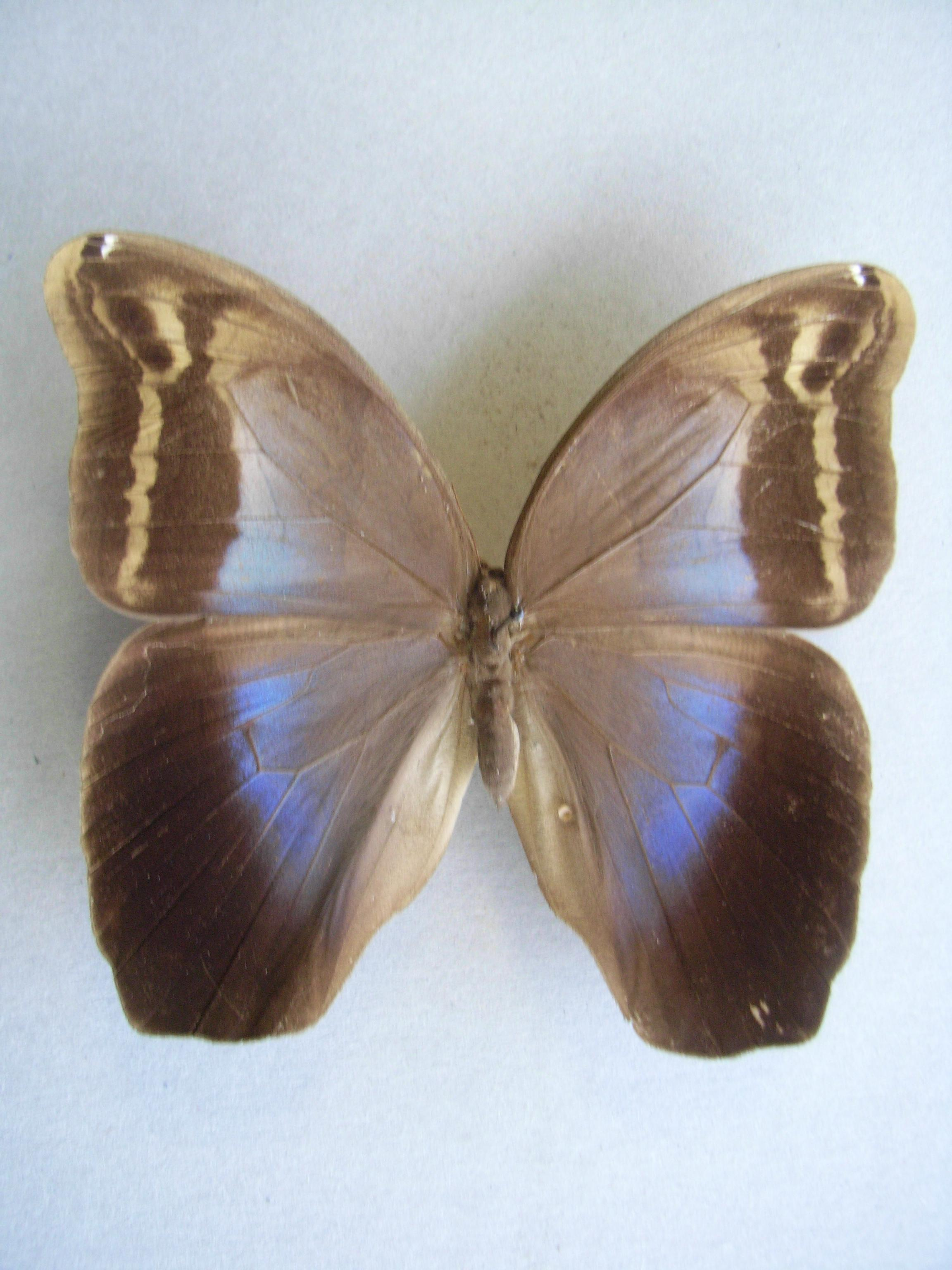
Eryphanis aesacus
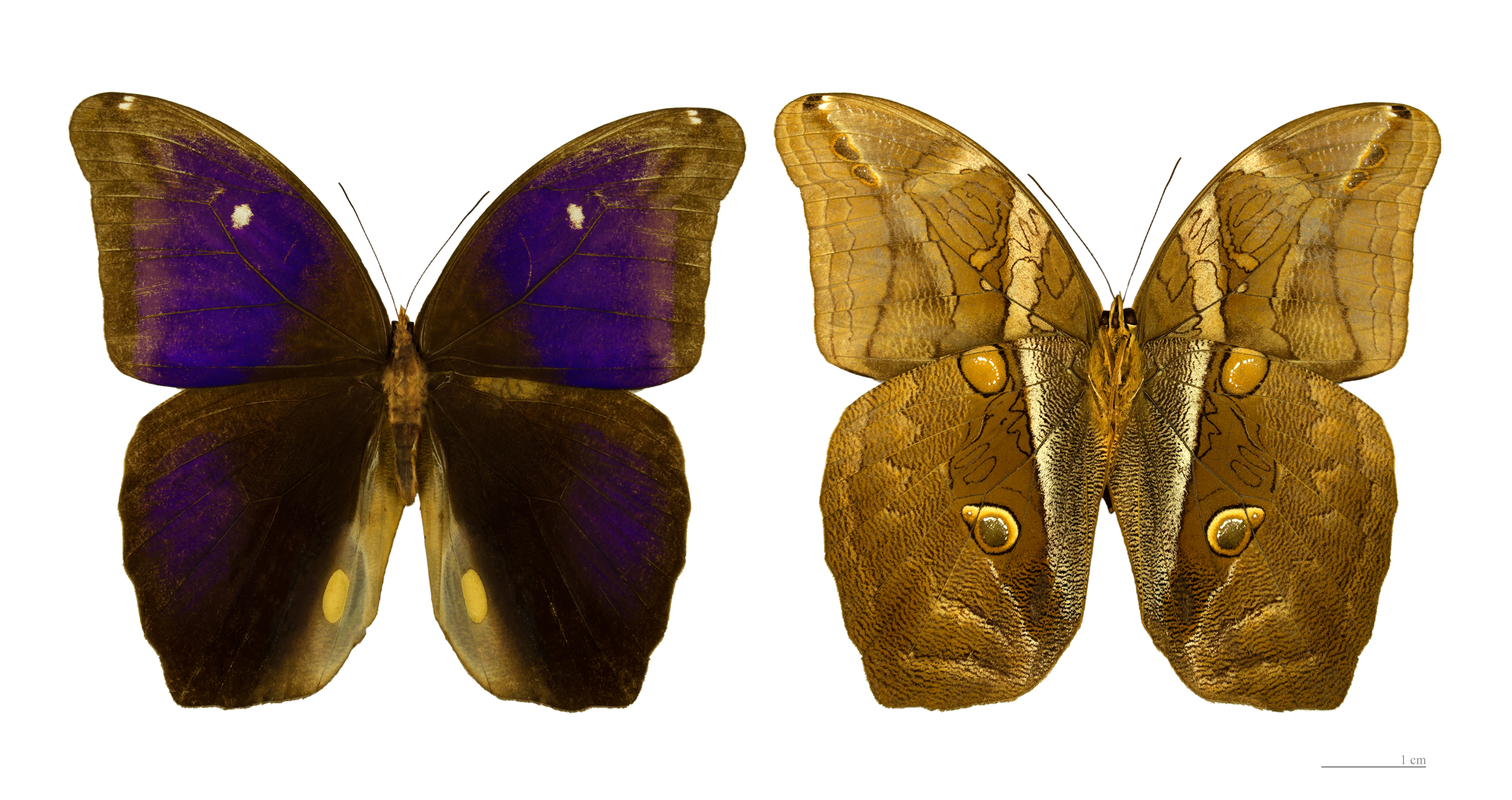
Eryphanis automedon - MHNT

### Groupezolzivora'
- Eryphanis gerhardi (Weeks, 1902)
- Eryphanis greeneyi  Penz & DeVries, 2008
- Eryphanis reevesii (Doubleday, [1849])
- Eryphanis zolzivora  (Hewitson, 1877)
  - Eryphanis zolzivora zolzivora
  - Eryphanis zolzivora opimus Staudinger, 1887

## Répartition
Les espèces du genre Eryphanis se rencontrent en Amérique du Sud et Amérique centrale.

## Systématique
Le nom valide complet (avec auteur) de ce taxon est Eryphanis Boisduval, 1870.
Eryphanis a pour synonymes :
- Eryphane Boisduval, 1870
- Euryphanes Godman & Salvin, 1880
- Euryphanis Boisduval, 1870